# Chromadorita minima
Chromadorita minima är en rundmaskart som först beskrevs av Hans August Kreis 1929.  Chromadorita minima ingår i släktet Chromadorita och familjen Chromadoridae. Inga underarter finns listade i Catalogue of Life.